# Willem Harold Boog
Willem Harold Boog (Apeldoorn, 1964) is een Nederlands organist, componist, kerkmusicus en koordirigent

## Levensloop

### Studie
Willem Harold Boog volgde zijn orgel-, kerkmuziek- en klavecimbellessen aan de conservatoria in Enschede, Zwolle en Alkmaar. Hij behaalde in 1987 zijn klavecimbelexamen bij Remy Syrier en 1991 zijn orgelexamen bij Jos van der Kooy in de Grote of St.-Bavokerk in Haarlem. In datzelfde jaar behaalde hij zijn diploma kerkmuziek en improvisatie in de Westerkerk in Amsterdam. Ook volgde hij privélessen bij Willem Hendrik Zwart (ruim 22 jaar) aan het Hinsz-orgel van de Bovenkerk in Kampen. Hij nam deel aan een internationale interpretatie-cursus bij Christoph Schoener (Bach en Mendelssohn) en studeerde enkele jaren bij Istvan Baróti in Ezstergom/Hongarije (Liszt, Franck en Widor).

### Loopbaan
Willem Harold Boog werd in 1989 benoemd tot cantor-organist van de Oosterkerk in Zeist en in 1992 tot kerkmusicus. Hij is daarnaast ook actief als koordirigent. Tevens is hij werkzaam als privé orgeldocent en geeft hij vele orgelconcerten zowel in het binnen- als in het buitenland. 
Voor zijn verdiensten voor de Orgelkunst in het algemeen en voor de Zeister Orgelkunst in het bijzonder werd hij in 2016 benoemd tot Stadsorganist van Zeist. Daarnaast verzorgt hij ook workshops en was hij columnist bij het radioprogramma Zaterdagavonduur van de EO. Ook bracht hij verscheidene cd's en bladmuziek uit. In 2017 werd hij door burgemeester Gerard Renkema in Nijkerk benoemd tot Ridder in de Orde van Oranje Nassau.
Bij zijn 40-jarig jubileum als concert-organist (2019) concerteerde hij onder andere in Rotterdam (Laurenskerk), Brugge (Sint-Salvatorkathedraal) en in het Zeister Figi-theater samen met het Koninklijk Harmonieorkest O.B.K. onder leiding van Arnold Span.
Verder is hij werkzaam als docent kerkorgel in Nijkerk (privélessen piano, klavecimbel en zang), Zeist (KunstenHuis) en Harderwijk (Cultuurkust).

## Cd's
- Hollandse Koraalkunst
- Koraalkunst
- Bevrijding
- Op verzoek
- Geloof, Hoop en Liefde
- In de voetsporen van...
- Neem mijn stem ter ore!
- Koraal- en Liedbewerkingen uit Nederland
- 60 jaar Oosterkerk
- Twee promotie-cd’s
- Jubileum-cd 40 jaar concertorganist

## Bladmuziek
- Psalm 118
- Psalm 150
- Psalm 138 - Hommage aan Feike Asma
- Het Gebed des Heren
- Het oude jaar is nu voorbij
- Jezus, wandelend langs de wegen
- Gij volgt ons uit Jeruzalem
- De Heer is onze reisgenoot
- Looft overal, looft al wat adem heeft
- Drie Valeriusliederen
- Drie Liedbewerkingen
- Daar ruist langs de wolken
- Verschillende gezangen
- Variaties over Hoe groot zijt Gij
- Fantasie Psalm 103 met Eens als de bazuinen klinken en met Groot is Uw trouw, o Heer
- Fantasie over Pinksterzangen